# Orel je pristal (film)
Orel je pristal (izvirno angleško The Eagle has Landed) je vojni film, ki je nastal na podlagi romana Orel je pristal, ki ga je napisal Jack Higgins (prvič izdali leta 1975; zadnja izdaja 2000). Film se dogaja med drugo svetovno vojno; samo dogajanje je izmišljeno, toda temelji na nekaterih resničnih zgodovinskih osebnosti in dogodkih.

## Vsebina
Med drugo svetovno vojno nemški polkovnik padalskih enot Steiner (Caine) intervinira med transportom Judov; poskusi rešiti dekle, se zaplete v spor s pripadniki SS, a dekle vseeno umre. Zaradi njegovega dejanja so on in njegova enota, ki ga je podprla pri dejanju, postavljeni pred vojaško sodišče, ki jih obsodi na degradacijo in premestitev v kazenski flotiljo torpednih čolnov.
Istočasno Himmler pokliče k sebi polkovnika Radla (Duvall) in mu zadolži, da naredi načrt za ugrabitev Churchilla (po zgledu rešitve Mussolinija). Radl tako pride do Steinerja in mu ponudi amnestijo njemu in njegovim možem, če se odpravijo na to nalogo. Ponudbo sprejmejo in se začnejo pripravljati na nalogo. 
Načrt operacije je, da predhodno pred njegovo skupino v Anglijo pošljejo pripadnika IRE Devlina (Sutherland), ki dela za Nemce in mora priti v kontakt z nemško vohunko v področju Greyjevo (Marsh) ter priskrbeti ustrezna vojaška vozila za padalce. Glavna skupina, 16 padalcev, je pristala nekaj dni pozneje, pri čemer so bili preoblečeni v poljske padalce. Tako so lahko neopazno vstopili v vas, kjer naj bi postavili zasedo Churchillovemu konvoju in ga ugrabili. 
Toda med navideznim urejenjem je njihova prava identiteta razkrita, ko eden od padalcev reši vaško dekle pred utopitvijo, je pri tem sam ubit ter se pri tem razkrije njegova nemška uniforma. Takrat Nemci zajemejo celotno vaško prebivalstvo kot talce in jih zaprejo v lokalno cerkev. Toda enemu uspe obvestiti bližnjo vojaško postojanko o Nemcih in vohunki.
Tako ameriški polkovnik Pitts (Hagman) zbere del svoje enote in se odpravi v vas. Po neuspelem poskusu pogajanja ukaže napad na vas, a je pri tem njegova enota zdesetkana. Ko to izve njegov namestnik, stotnik Clark (Williams), zbere preostalo enoto in se sam odpravi v vas; hkrati o tem obvesti Churchillov konvoj, ki se nato preusmeri v poveljstvo vojaške postojanke.
Medtem se Nemci dogovorijo, da večina enote ostane v cerkvi, tako da bo poskrbela za krinko, da lahko Steiner in še eden ranjeni Nemec nadaljujeta z misijo (ugrabitev Churcilla) in da hkrati izpustijo civiliste.
Ko Pitts zbeži iz vasi, naleti na dom Greyeve, vdre v hišo, a pri tem umre.
Ko Clark pride v vas, se prične pogajati, a ko le-ta propadejo, ukaže napasti vas. Njegov načrt uspe, saj osvobodijo cerkev, pri čemer vsi Nemci padejo v boju. 
Steiner nato ukaže ranjenemu vojaku, da se odpravi s čakajočim topednim čolnom nazaj v Nemčijo, medtem ko bo sam poskušal do konca izpeljati nalogo. Uspe najti ameriški džip in se prebiti v strogo varovano postojanko. Prikrade se na verando, kjer ustreli Churchilla, a je sam nato ubit v streljanju. Takrat Clark izve, da to sploh ni Churchill, ampak njegov dvojnik. 
Ko o neuspehu operacije izve Himmler, uniči vse dokaze o svoji vpletenosti v zadevo in ukaže ustreliti Radla pod pretvezo, da je prekoračil svoja pooblastila in s tem zagrešil nepokorščino.

## Igralska zasedba
| - Michael Caine - polkovnik Kurt Steiner - Donald Sutherland - Liam Devlin - Robert Duvall - polkovnik Max Radl - Jenny Agutter - Molly Prior - Donald Pleasence - Heinrich Himmler - Anthony Quayle - admiral Wilhelm Canaris - Jean Marsh - Joanna Grey - Sven-Bertil Taube - stotnik Hans Ritter von Neustadt | - Siegfried Rauch - narednik major Otto Brandt - John Standing - oče Philip Verecker - Judy Geeson - Pamela Verecker - Treat Williams - stotnik Harry Clark - Larry Hagman - polkovnik Clarence E. Pitts - Terry Plummer - Arthur Seymour - Alexei Jawdokimov - desetnik Kuniski |

## Lokacije snemanja
Glavnino filma, ki je postavljen v izmišljeno vasico Studley Constable, so posneli v Mapledurhamu, Oxfordshire. Za ustvarjalce so bili še posebej priročni tamkajšnja vaška cerkev, mlin Mapledurham Watermill in hiša Mapledurham House. Za dodatne stavbe (trgovine in pivnica) so na lokaciji postavili kulise, medtem ko so vse notranje prizore posneli v studijih Twickenham Studios.
Del filma, ki se dogaja na otoku Alderney, so posneli v Charlestownu blizu St Austella, Cornwall. Nekatere prizore so posneli še v letalski bazi RAF St. Mawgan blizu Newquaya in v Rocku, oboje v Cornwallu. Prizor na železniški postaji, ko se občinstvu prvič predstavijo Steiner z možmi, so posneli v Rovaniemiju, Finska.
Padalski prizor so posebej za ta film izpeljali pripadniki Ekshibicijske padalske enote REME.